# Charles Cowper

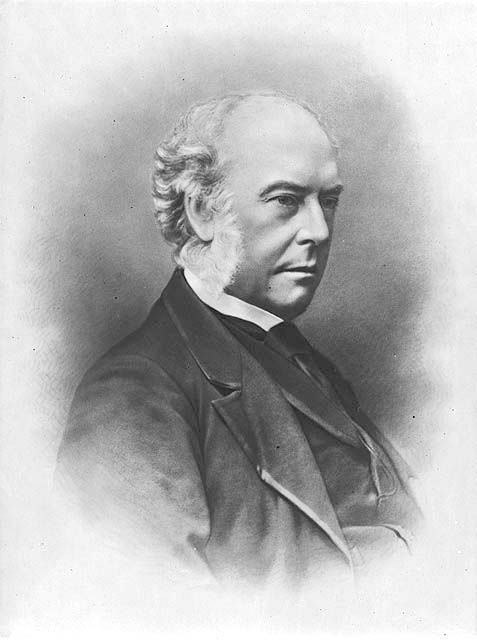
Charles Cowper

Sir Charles Cowper, KCMG (* 26. April 1807 in Dryford, Lancashire, England; † 19. Oktober 1875 in Kensington, London) war ein australischer Politiker, der zwischen 1856 und 1870 Mitglied im Parlament von New South Wales sowie fünf Mal Premier von New South Wales (1856, 1857 bis 1859, 1861 bis 1863, 1865 bis 1866 sowie 1870) war. Danach war er zwischen 1871 und seinem Tode 1875 als Agent-General for New South Wales Vertreter von New South Wales im Vereinigten Königreich.

## Leben

### Großgrundbesitzer und Mitglied des Parlaments von New South Wales
Charles Cowper, Sohn des Geistlichen der Church of England William Cowper und dessen Ehefrau Hannah Horner, traf 1809 mit seinen Eltern in Sydney ein, als sein Vater Hilfskaplan der Kolonie wurde. Nach einer privaten Schulbildung trat er 1824 in die Kommissariatsabteilung ein und war danach zwischen 1826 und 1833 Sekretär der Church and School Lands Corporation. Er erwarb beziehungsweise pachtete ab 1827 zahlreiche Ländereien und wurde im Laufe der Zeit zu einem Großgrundbesitzer, dem 1857 Pächter der Krone 19.720 besiedelte Acres im County Argyle sowie weitere 47.000 unbesiedelte Acres im County Lachlan gehörten. Er bewirtschaftete seine Ländereien als Pastoralist und war zudem als Friedensrichter (Justice of the Peace) tätig. 
Am 1. Juli 1843 wurde Cowper für die Liberalen Mitglied im Parlament von New South Wales und vertrat im Legislativrat (New South Wales Legislative Council) vom 20. Juni 1843 bis zum 1. Februar 1850 das County of Coumberland sowie zwischen dem 1. September 1851 und dem 29. Februar 1856 das County of Durham. Danach war er vom 13. März 1856 bis zum 7. Dezember 1870 Mitglied der Legislativversammlung (New South Wales Legislative Assembly) und vertrat zwischen dem 13. März 1856 und dem 7. September 1857 zunächst Sydney-City, daraufhin vom 15. Januar 1858 bis zum 11. April 1859 Sydney, zwischen dem 9. Juni 1859 und dem 23. Februar 1867 East Sydney sowie zuletzt vom 23. Dezember 1870 bis zum 7. Dezember 1870 den Wahlkreis Liverpool Plains. Des Weiteren war er von 1849 bis 1853 erster Vorsitzender der Sydney Tramway and Railway Company und deren Manager und wurde 1850 der New South Wales Association for Preventing the Revival of Transportation, eine Vereinigung zur Verhinderung der Wiederbelebung des Transportwesens, sowie 1851 Präsident der Australasiatischen Liga für die Abschaffung des Verkehrs (Australasian League for the Abolition of Transportation).

### Fünfmaliger Premier von New South Wales

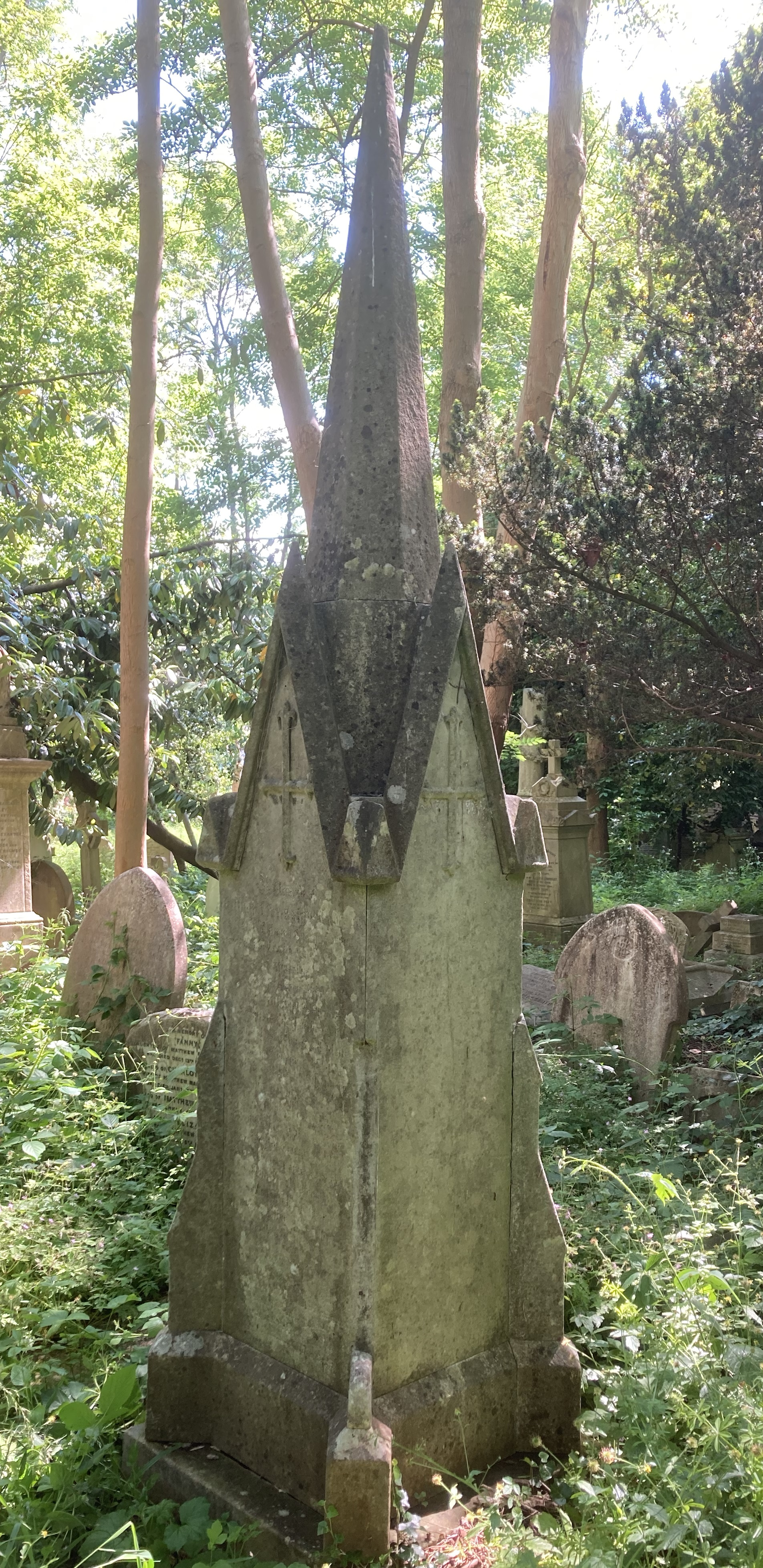
Grabstätte von Sir Charles Cowper auf dem Londoner Highgate Cemetery.

Am 26. August 1856 wurde Cowper als Nachfolger von Stuart Donaldson erstmals Premier von New South Wales und bekleidete dieses Amt bis zum 2. Oktober 1856, woraufhin Henry Parker seine Nachfolge antrat. Zugleich fungierte er zwischen dem 26. August und dem 2. Oktober 1856 auch als Kolonialsekretär (Colonial Secretary). Am 7. September 1857 übernahm er als Nachfolger von Henry Parker zum zweiten Mal das Amt als Premier und übte dieses bis zu seiner Ablösung durch William Forster am 26. Oktober 1859. Er war des Weiteren zwischen dem 7. September 1857 und dem 26. Oktober 1859 erneut Kolonialsekretär. Das Amt des Kolonialsekretärs übte er ab dem 9. März 1860 auch im Kabinett von Premier John Robertson aus.
Cowper wurde am 10. Januar 1861 als Nachfolger von John Robertson selbst wieder zum dritten Mal Premier und übte das Amt bis zum 15. Oktober 1863 aus, woraufhin James Martin ihn ablöste. Er war zwischen dem 10. Januar 1861 und dem 15. Oktober 1863 abermals Kolonialsekretär. Während dieser Zeit kam es zu den sogenannten „Lambing Flat Riots“, sechs gewaltsame Auseinandersetzungen zwischen chinesischen und europäischen Goldsuchern. Die Regierung von New South Wales brachte am 25. Februar 1861 20 bewaffnete Polizisten und 130 Soldaten, einschließlich Kavallerie mit drei Kanonen auf die Lambing Flats. Premier Cowper kam am 2. März an die Lambing Flats. Als 80 Goldsucher am 31. Januar die Miners Protective League gründeten, klagten sie darüber, dass die Chinesen das Wasser verschwenden, das sie für ihre Goldsuche benötigen und verlangten, dass eine Strafzahlung von 6 Pence fällig werde, wenn ein Fluss trockenfiel. Dies teilten sie dem Premierminister mit und dieser versprach, dass er sich darum kümmern werde, verlangte aber, dass kein Angriff auf chinesische Personen oder Eigentum erfolgen darf.
Am 3. Februar 1865 übernahm Cowper zum vierten Mal das Amt des Premier und löste nunmehr selbst wieder James Martin ab. Er verblieb in diesem Amt bis zu seiner erneuten Ablösung durch James Martin am 21. Januar 1866. Mitte der 1860er Jahre geriet er in finanzielle Schwierigkeiten und trat 1867 der R. Towns & Company bei, wo er viel und erfolglos in Weidenbesitz in Queensland investierte. Der Eigentümer der R. Towns & Company war Robert Towns, der von 1856 bis 1861 sowie zwischen 1863 und 1873 Mitglied des Legislative Council war. Für seine Verdienste wurde er am 1. Juli 1869 Commander des Order of St Michael and St George (CMG).
Charles Cowper übernahm am 13. Januar 1870 zum fünften Mal das Amt des Premier und löste dieses Mal wieder John Robertson ab. Er bekleidete das Amt des Premiers bis zum 15. Dezember 1870, woraufhin abermals James Martin ihn ablöste. Er war in dieser Zeit vom 13. Januar bis zum 15. Dezember 1870 zudem noch einmal Kolonialsekretär. 
Im Anschluss wurde er 1871 Nachfolger von William Mayne als Agent-General for New South Wales und damit Vertreter von New South Wales im Vereinigten Königreich. Diesen Posten bekleidete er bis zu seinem Tode am 19. Oktober 1875 und wurde daraufhin vom früheren Premier William Forster abgelöst. Am 20. Februar 1872 wurde er zum Knight Commander des Order of St Michael and St George (KCMG) geschlagen, so dass er fortan den Namenszusatz „Sir“ führte. Nach seinem Tode wurde er auf dem Londoner Highgate Cemetery beigesetzt. Aus seiner 1831 geschlossenen Ehe mit Eliza Sutton, Tochter von Daniel Sutton aus Wivenhoe, Essex, gingen zwei Söhne und vier Töchter hervor, darunter Charles Cowper junior (1834–1911), der ebenfalls Mitglied der Legislative Assembly war.

## Hintergrundliteratur
- Alan Powell: Patrician democrat. The political life of Charles Cowper, 1843–1870, Carlton, Victoria, Melbourne University Press, 1977
- David Clune, Ken Turner (Hrsg.): The Premiers of New South Wales. Volume 1: 1856–1901, The Federation Press, Sydney 2006